# Anoploscelus
Genre
Anoploscelus est un genre d'araignées mygalomorphes de la famille des Theraphosidae.

## Distribution
Les espèces de ce genre se rencontrent en Tanzanie, en Ouganda et au Rwanda.

## Liste des espèces
Selon World Spider Catalog (version 14.0, 2013) :
- Anoploscelus celeripes Pocock, 1897
- Anoploscelus lesserti Laurent, 1946

## Publication originale
- Pocock, 1897 : On the spiders of the suborder Mygalomorphae from the Ethiopian Region, contained in the collection of the British Museum. Proceedings of the Zoological Society of London, vol. 1897, p. 724-774 (texte intégral).